# Иоасаф (Каллистов)
Архиепископ Иоасаф (в миру Павел Дмитриевич Каллистов; 20 октября 1850, село Темта, Варнавинский уезд, Костромская губерния — 3 февраля 1920) — епископ Русской православной церкви, архиепископ Крутицкий. Отец советского историка Д. П. Каллистова.

## Биография
Родился 20 октября 1850 года в семье священника Костромской епархии.
Окончил Костромскую духовную семинарию (1872) и Санкт-Петербургскую духовную академию со степенью кандидата богословия (1876).
В 1876 году определён преподавателем греческого языка в Литовскую духовную семинарию.
Обвенчан со Стефанидой Семеновной Будилович.
В 1890 году рукоположён во иерея и назначен законоучителем Варшавского Александринско-Мариинского девичьего института и настоятелем институтской церкви.
В 1892 году — законоучитель Варшавской мужской прогимназии, протоиерей, благочинный церквей Варшавского округа.
В 1902 году — настоятель варшавского Свято-Троицкого кафедрального собора.
В 1904 году родился сын Дмитрий.
С 1906 года — штатный член Варшавской консистории и председатель Варшавского епархиального училищного совета. В июле 1908 года — участник IV Всероссийского миссионерского съездa в Киеве.
2 августа 1912 года овдовел и 1 декабря 1912 года был пострижен в монашество, 2 декабря возведён в сан архимандрита, а 9 декабря — хиротонисан во епископа Новогеоргиевского, викария Варшавской епархии. Хиротония состоялась в Александро-Невской Лавре в Санкт-Петербурге. Чин хиротонии совершал митрополит Киевский Флавиан (Городецкий) с другими архиереями.
Председатель Варшавского отдела Императорского православного палестинского общества, в 1915 году эвакуировался в Москву.
Награждён орденом Святого Владимира IV (1908), III (1912) и II (1915) ст.
В связи со сведением с Московской кафедры митрополита Макария (Невского) был смещён 20 марта 1917 года Дмитровский епископ Алексий (Кузнецов), которого сменил епископ Иоасаф, принявший активное участие в удалении на покой митрополита Макария; одновременно епископ Иоасаф был назначен временно управляющим Московской епархией, которой управлял до 21 июня 1917 года. Одновременно назначен временным управляющим Варшавской епархией, но не смог приступить к исполнению своих обязанностей из-за сложностей военного времени; в 1918 году окормление православной паствы в Польше поручили Белостокскому епископу Владимиру (Тихоницкому). Публично осудил деятельность протоиерея Иоанна Восторгова.
В 1917 году участник II Московского совещания общественных деятелей, член Поместного собора Российской православной церкви, член Судной комиссии при Совещании епископов и V, VII, VIII отделов.
13 ноября 1917 года вместе с архиепископом Волынским Евлогием (Георгиевским) и архиепископом Кишинёвским Анастасием (Грибановским) совершил церковное погребение студентов и юнкеров, погибших в уличных боях с большевиками и при взятии последними Кремля.
С 22 января 1918 года — архиепископ Коломенский и Можайский, викарий Московской епархии, с 16 января также патриарший наместник, управляющий воссозданной патриаршей областью.
С 11 октября 1919 года — архиепископ Крутицкий с оставлением полномочий патриаршего наместника.
В ночь с 24 на 25 декабря 1919 года арестован ВЧК, сообщение о чём было прочитано в храмах Москвы 28 декабря. В Лубянской тюрьме тяжело заболел. В январе 1920 года выпущен из заключения.
Скончался 3 февраля 1920 года и был похоронен в Московском Богоявленском монастыре, в трапезной левого приделa Кaзанского (нижнего) храмa. Чин отпевания aрхиепископa Иоacaфa возглавил святитель пaтриарх Тихон.

## Сочинения
- Слово о значении скорбей. Варшава, 1900;
- О царстве христовом; Варшава, 1901;
- Речь при погребении прот. Феодора Ивановича Левашёва. Варшава, 1903;
- Слово на Пассию. Варшава, 1904;
- Речь при наречении во епископа // Церковные ведомости. Приб. 1912. № 50;
- Слово на день празднования 300-летия Дома Романовых; Слово на первую пассию; Донесение // Варшавский епархиальный листок. 1913. № 5–6, 8;
- Слово при освящении кладбищенского храма в г. Лодзь // Варшавский епархиальный листок. 1914. № 11;
- Слово в праздник Варшавской 1-й женской гимназии // Варшавский епархиальный листок. 1915. № 16;
- Слово перед отпеванием в Бозе почившего архиепископа Варшавского Николая; Слово на Сретение Господне; Слово в неделю Сыропустную; Поучение в день празднования в честь иконы Божией Матери Ченстоховской; Привет Варшавской Св.-Троицкой Подвальной церкви и война; Слово на Благовещение пресвятой Богородицы; Слово в Троицком соборе Сергиевой лавры; Речь перед молебном по случаю 100-летнего юбилея Варшавского Уяздовского военного госпиталя // Варшавский епархиальный листок. 1916. № 2/3, 5, 7–9, 12, 16;
- Резолюция; Обращение к духовенству // Московский церковный голос. 1917. № 2;
- Жизнь и пастыри (Беседа) // Наше время. 1918. 17 января.